# Fabrice Michel
Fabrice Michel est un acteur français né le 4 août 1965 à Besançon (Doubs).
Il obtient un Diplôme d'Etudes Universitaires Générales en économie, à l'Université d'Aix-Marseille, puis il s'aperçoit qu'il veut faire du théâtre.
En 1990, il entre au Théâtre National de Strasbourg, et il obtient un Diplôme National à l'ESAD.
Il enchaînes de multiples rôles au théâtre, à la télévision, au cinéma et dans des publicités, en France et à l'international.
En 2003, il intègre la compagnie La Chapelle Gokan, dont il devient le directeur artistique et le metteur en scène attitré. Il monte une dizaine de pièces.
Il intègre le corps professoral des Cours Florent Paris en 2013, puis, au départ de Jérôme Léguiller, il lui succède en tant que directeur des Cours Florent Montpellier.

## Formation
- 1990-1993 : École d'art dramatique du théâtre national de Strasbourg
- 1993-1997 : Jeune théâtre national
- 2003-maintenant : Co-directeur artistique de la compagnie ''Les travailleurs de la nuit''
- 2019-maintenant : Directeur des Cours Florent à Montpellier

## Théâtre
- 2008 : Bérénice de Racine, mise en scène Lambert Wilson, Théâtre des Bouffes du Nord, Antiochus
- 2009 : Macbeth d'Heiner Müller, mise en scène Angela Konrad, Théâtre des Bernardines, Théâtre de la Criée
- 2009 : Stuff Happens de David Hare, mise en scène Bruno Freyssinet et William Nadylam, Théâtre des Amandiers, Alastair Campbell
- 2009 : Phèdre de Racine, mise en scène Renaud Marie Leblanc, Théâtre des Treize Vents
- 2010 : La Fausse Suivante de Marivaux, mise en scène Lambert Wilson, Théâtre des Bouffes du Nord

## Filmographie

### Cinéma
- 2006 : Chacun sa nuit de Pascal Arnold et Jean-Marc Barr
- 2010 : Le Mac de Pascal Boudiaux
- 2010 : Un balcon sur la mer de Nicole Garcia
- 2013: La Confrérie des larmes de Jean-Baptiste Andrea
- 2014 : Rouge vif de Manuel Hénoque et  Jean-Sébastien Viguié
- 2016 : La fille de Brest de Emmanuelle Bercot

### Télévision
- 1996 : Les Faux Médicaments : Pilules mortelles d'Alain-Michel Blanc
- 2010 : Entre deux eaux de Michaëla Watteaux
- 2011 : Joséphine, ange gardien (Tout pour la musique : épisode 56, Saison 14) dans le rôle de Alain Delambre avec Mimie Mathy
- 2012 : Un crime oublié de Patrick Volson
- 2018 : Traqués de Ludovic Colbeau-Justin
- 2024 : Les Pennac(s) de Nicolas Picard-Dreyfuss et Emmanuelle Caquille (saison 1, épisode 5 Mort d'un chef) : Jean-Paul Battesti